# Oncidium deltoideum
Oncidium deltoideum là một loài phong lan có ở miền nam Ecuador tới miền bắc Peru.